# Малая война в Венгрии
Малая война в Венгрии — серия конфликтов между Габсбургами и их союзниками с одной стороны, и Османской империей и её союзниками с другой, которые длились с 1526 (Битва при Мохаче) по 1568 годы и вызвали тяжёлые потери с обеих сторон.

## Австрийское контрнаступление
После неудачи Сулеймана I под Веной в 1529 году, Фердинанд I предпринял в 1530 году контрнаступление, чтобы перехватить инициативу и отомстить за разорение, причинённое 120-тысячной армией Сулеймана. Сулеймановский вассал, король Венгрии Янош Запольяи атаковал Буду, однако Фердинанд сумел взять Гран и другие важные крепости на Дунае.

## Осада Кёсега
В 1532 году Сулейман вновь повёл 120-тысячную армию на Вену. Фердинанд отошёл, оставив лишь 700 человек без артиллерии для защиты Кёсега. Ибрагим-паша Паргалы не осознал, насколько плохо защищён Кёсег; гарнизон под командованием храброго капитана-хорвата Николы Джуришича отбил все атаки. В итоге начались переговоры; гарнизону был предложен свободный выход в обмен на сдачу города. С началом августовских дождей османская армия была вынуждена отступить.

## Мир и война
Между Фердинандом и Сулейманом был подписан мирный договор. Янош Запольяи был признан венгерским королём и османским вассалом, турки признали оставшуюся часть Венгрии за Габсбургами.

### Осада Осиека
Договор не удовлетворил ни Яноша, ни Фердинанда, чьи войска начали стычки вдоль границы. В 1537 году Фердинанд решил нанести удар по Яношу (и, тем самым, нарушить мирный договор), послав своих «лучших» генералов с 28-тысячной армией взять Осиек. Осада, однако, обернулась поражением австрийцев при Джяково, подобному по размеру поражению венгров в Мохачской битве. 
Однако вместо нового наступления на Вену Сулейман высадил 8-тысячный кавалерийский корпус под Отранто в Италии. Так как ожидавшееся скоординированное французское вторжение не состоялось, турецкие войска были возвращены на родину, однако турки успели в 1538 году ещё раз разбить руководимую Габсбургами коалицию в морском сражении у Превезы.
Ещё одним унизительным поражением Габсбургов явилась осада Буды. Янош Запольяи умер в 1540 году, а его сыну было всего несколько недель от роду. Узнав о смерти Яноша, австрийцы двинулись на Буду, но обращение вдовы Яноша к Сулейману не осталось безответным, и в 1541 году престарелый генерал Рогендорф был разбит под Будой ещё до того, как он пересёк Дунай чтобы осадить её.

### Кампания Сулеймана 1543 года
В апреле 1543 года Сулейман начал новую кампанию в Венгрии, отбив Гран и другие форты на Дунае, и взяв под контроль большую часть Венгрии. В рамках франко-турецкого альянса французы передали Османской империи артиллерийское подразделение, которое приняло участие в боевых действиях 1543—1544 годов. В августе 1543 года турки успешно взяли Эстергом, а в сентябре 1543 — Секешфехервар. Для прикрытия Буды они также захватили Шикшош и Сегед.
Состояние мира между австрийцами и турками продолжалось до 1552 года, когда Сулейман решил атаковать Эгер. Осада Эгера закончилась неудачей, австро-венгерская победа под Эгером после долгого периода поражений в Венгрии дала австрийцам основание полагать, что Венгрия всё-таки является спорной территорией, а не потеряна навсегда.

## Последствия
В 1566 году Сулейман вновь атаковал Венгрию. Он был уже стар, и умер во время Сигетварской битвы, однако в целом кампания оказалась успешной для турок: они нанесли поражение австрийцам в Венгрии и захватили ещё больше территории.